# الكربي السفلى (السبرة)

تعديل مصدري - تعديل

الكربي السفلى محلة تابعة لقرية المعفدة، التابعة لعزلة الابروة بمديرية السبرة إحدى مديريات محافظة إب في الجمهورية اليمنية.، بلغ تعداد سكانها 111 حسب تعداد اليمن لعام 2004.